# Каменогорск
Каменогорск (на руски: Каменногорск; на шведски: Saint-Andre; на фински: Antrea) е град в Русия, разположен във Виборгски район, Ленинградска област. Населението на града към 1 януари 2018 година е 6595 души.